# بی‌قانون (فیلم ۲۰۱۲)
بی‌قانون (انگلیسی: Lawless) فیلمی در ژانر جنایی و درام به کارگردانی جان هیلکات است که در سال ۲۰۱۲ منتشر شد. شایا لابوف، تام هاردی، گری اولدمن، میا واشیکوفسکا، جسیکا چستین، جیسون کلارک و گای پیرس از جمله بازیگران این فیلم هستند.
جان هیلکات در جشنواره فیلم کن برای این فیلم نامزد دریافت نخل طلا شد.

## داستان
این فیلم داستان قاچاقچیانی را در ایالت ویرجینیا روایت می‌کند که پول‌های کلانی از معاملات غیرقانونی شان به جیب زده‌اند و حسابی هم در این راه موفق بوده‌اند. اما با ورود کلانتر جدید به شهر و اختلافاتی که پدیدار می‌شود، این گروه و منافعشان به خطر می‌افتد…

## بازیگران
- شایا لابوف
- تام هاردی
- گری اولدمن
- میا واشیکوفسکا
- جسیکا چستین
- جیسون کلارک
- گای پیرس
- دین دی‌هان
- نوآ تیلور
- بیل کمپ
- تام پراکتر